# Macropygia phasianella
La tórtola cuco parda (Macropygia phasianella) es una especie de ave columbiforme perteneciente a la familia Columbidae propia de las zonas boscosas de Australia. Se ha considerado una subespecie de M.amboinensis.

## Descripción
Es un ave que mide de 40 a 43 centímetros de largo. Su plumaje es de color marrón rojizo. El macho suele tener reflejos de color rosa y verde en el cuello. Tiene una cola muy larga y alas cortas. Se alimenta de bayas.

## Distribución y hábitat
Se encuentra en el este de Australia desde Weipa y Aurukun en el norte de Queensland, a Bega en Nueva Gales del Sur, al sur y al oeste de Atherton y Toowoomba. En caso de falta de alimento, puede realizar salidas al norte de Nueva Guinea, Indonesia e incluso Filipinas. Vive en bosques y selvas.

## Estilo de vida
Vive en parejas o en pequeños grupos. Vuela a través de distancias cortas y  ruidosamente. La temporada de apareamiento es en primavera y verano. Fabrica un nido de ramas y enredaderas en la horquilla o en la parte superior de un árbol. Pone un solo huevo.

## Subespecies
- Macropygia phasianella phasianella (Temminck) 1821
- Macropygia phasianella quinkan Schodde 1989
- Macropygia phasianella robinsoni Mathews 1912